# Ouratea tarapotensis
Ouratea tarapotensis là một loài thực vật có hoa trong họ Ochnaceae. Loài này được J.F. Macbr. mô tả khoa học đầu tiên năm 1934.